# Джордж Дювів'є
Джордж Б. Дювів'є́ (англ. George B. Duvivier; 17 серпня 1920, Нью-Йорк — 11 липня 1985, там само) — американський джазовий контрабасист, аранжувальник і композитор.

## Біографія
Народився 17 серпня 1920 року в Нью-Йорку. Вчився грати на скрипці в Консерваторії музики і мистецтва. У віці 16 років працював асистентом концертмейстра симфонічного оркестру Центрального Мангеттена. Потім почав грати на контрабасі; вивчав композицію та аранжування в Нью-йорському унівирситеті.
У 1940—41 грав з Коулменом Гокінсом; Едді Бейрфілдом, Лакі Мілліндером (1942—43). З 1943 по 1945 роки проходив службу в армії. З 1943 по 1947 працював аранжувальником в штаті у Джиммі Лансфорда, який придбав його перше аранжування у 1942 році. У 1947 році записува, працював як композитор і аранжувальник для синглів Сая Олівера на лейблі MGM.
У 1950-х їздив на гастролі в Єврорпу з Леною Горн Lena і Неллі Лутчером, записував саундтреки до кінофільмів, музику рекламних роликів і телевізійних. У 1956 році записувався як соліст на французькому лейблі Coronet з Марсіалем Солалем. З 1953 по 1957 працював з Бадом Пауеллом, грав і записувався з Чіко Гемільтоном, Бенні Гудменом, Олівером Нельсоном, Шеллі Менном, Каунтом Бейсі/Джо Вільямсоном, Френком Сінатрою, Кларком Террі, Беном Вебстером, Бобом Вілбером і Еріком Долфі. Гастролював з Генком Джонсом і Бенні Картером наприкінці 1970-х. Також багато записувався з дуетам музикантів: Ел Кон і Зут Сім; Сім з Джо Венуті; і Воррен Ваше і Джонс.
Помер 11 липня 1985 у Нью-Йорку від раку.